# Pagobani
pagobani (znanstveno ime Pseudoboletus) so rod gliv iz družine cevark (Boletaceae).

## Seznam pagobanov Slovenije[2]
- zajedalski pagoban (Pseudoboletus parasiticus)